# Sebago
Pour les articles homonymes, voir Sebago.
Sebago (à l'origine Sebago-Moc) est une entreprise américaine, implantée dans le Michigan, spécialisée dans la confection de mocassins d'esprit marin. Elle fut fondée en 1946 par trois américains natifs de Nouvelle-Angleterre. La collection Docksides a été adoptée par la « génération preppy » dans les années 1970 sur les campus universitaires américains et dans le sud de la France, séduisant toute une population adepte de la voile.
Elle était également le fournisseur officiel pour l'US Sailing Team dans les années 1990. 

## articles connexes
- BasicNet (it)